# Eberhard Littmann
Eberhard Littmann (geb. 22. Juli 1909 in Neumark/Thüringen; gest. 9. September 1981 in Neubiberg (Bayern) ) war ein deutscher Jurist. Ab 1959 war er Bundesrichter beim Bundesfinanzhof in München.

## Lebensweg
Littmann studierte ab 1931 Rechtswissenschaften in Tübingen und schloss dieses 1937 mit seiner Promotion zum Dr. iur. an der Friedrich-Schiller-Universität Jena über Die Rechtsstellung des Sicherungseigentümers im Konkurs des Sicherungsgebers und in der Einzelvollstreckung ab. Nach Bestehen der Assessorprüfung wurde Littmann als Finanzassessor ab dem 1. November 1938 im Finanzamt Dachau, ab dem 1. Juni 1939 beim Oberfinanzpräsidenten in München und ab dem 1. August 1938 als Regierungsassessor im Finanzamt München-West eingesetzt.
Nach dem Ende des NS-Staates, ab Juni 1959, war Littmann bis Juli 1974 Bundesrichter am Bundesfinanzhof in München. Er war Begründer und Herausgeber eines bekannten Kommentars zum Einkommensteuerrecht. Littmann war im Braunbuch der DDR als Kriegs- und Naziverbrecher aufgeführt.

## Werke von Eberhard Littmann (Auswahl)
- Die Rechtsstellung des Sicherungseigentümers im Konkurs des Sicherungsgebers und in der Einzelvollstreckung, Noske-Verlag, Borna 1937, zugleich: Jena, Rechts- und staatswissenschaftliche Dissertation.
- Das Einkommensteuerrecht. Kommentar zum Einkommensteuerrecht, begründet von Dr. Eberhard Littmann, Schäffer-Poeschel Verlag, 15. Auflage, Stuttgart 2005.
- Die Bilanzierungsvorschriften des Aktiengesetzes. C.H. Beck, 2., überarb. Aufl., München 1974
- mit Karl Förger, Rückstellungen in Ertragsteuerbilanzen und bei der Einheitsbewertung des Betriebsvermögens, Fachverlag für Wirtschafts- und Steuerrecht Schäffer, Stuttgart 1964
- mit Walter Hopf: Lastenausgleich: Vermögensabgabe, Hypothekengewinnabgabe, Kreditgewinnabgabe; mit zahlreichen Beispielen und Berechnungen erläutert, Fachverlag für Wirtschafts- und Steuerrecht Schäffer, Stuttgart